# Hämikon
Hämikon is een plaats en voormalige gemeente in het Zwitserse kanton Luzern en telt 455 inwoners.

## Geschiedenis
De gemeente behoorde tot het toenmalige district Hochdorf tot dit in 2007 werd opgeheven. In 2009 ging Hämikon op in de gemeente Hitzkirch.